# 할로우 맨 2
《할로우 맨 2》(영어: Hollow Man II)는 2006년 개봉한 미국의 SF 공포 영화로, 파울 페르후번이 연출한 《할로우 맨》(2000) 속편이다. 클라우디오 페가 새로 감독을 맡았고, 피터 패치넬리, 로라 리건, 크리스천 슬레이터 등이 출연하였다. 2006년 5월 미국에서 비디오 영화로 발매되었다.

## 줄거리
5년 전 투명 인간을 만드는 실험에서 참사가 벌어져 두 명만 살아남는 비극으로 끝난 뒤 해당 실험 계획은 폐기되었다. 일 년 뒤 라이즈너 연구소에서 국방부 지원 하에 실험을 재개하였고, 완성된 혈청은 인간 피부 조직을 육안상 보이지 않게 만드는 데 성공하였다. 그러나 빛이 피험자 신체를 직접 통과하는 탓에 방사선이 세포를 손상해 신체상·정신상 저하를 일으키다가 서서히 죽이는 부작용이 발견된다. 
과학자 매기 돌턴 박사는 이 영향을 상쇄하는 합성 물질 "버퍼"를 개발하였다. 군인 마이클 그리핀이 피실험자로 자원해 혈청 효과는 입증했으나 버퍼가 듣지 않아 그리핀이 사망하고 매기는 해고되었다. 그러나 사실 그리핀은 버퍼를 맞은 적이 없었으며 아무 제약 없이 능력을 써먹기 위해 죽음을 위장했던 것으로, 국방부는 그리핀을 국가 안보 문제가 아니라 정적 제거용으로 써먹었다. 
이제 해독제 버퍼가 필요해진 그리핀은 정부 통제를 벗어나 매기를 찾고, 이 과정에서 사람들을 살해한다. 매기가 군에 넘겨져 억류될 위기에 처하자 매기의 경호를 맡았던 프랭크 터너 형사가 매기를 탈출시키고, 둘은 도망자 신세가 된다.
그리핀은 매기를 더 손쉽게 납치하기 위해 매기에게 혈청을 주사하려다가 상황이 여의치 않자 이를 내버린 뒤 매기를 강제로 데리고 도주한다. 프랭크는 좁혀오는 수사망을 피하고 그리핀에게 대항하는 방책으로써 그리핀이 내버린 혈청을 본인에게 주사해 투명 인간이 된다.
한편 매기는 협박 속에서 그리핀 몸에 버퍼를 주사하며 몰래 쥐약을 섞어 넣고, 그 결과 그리핀의 몸이 가시화되는데...

## 출연
- 피터 패치넬리 - 프랭크 터너 형사 역
- 로라 리건 - 매기 돌턴 박사 역
- 크리스천 슬레이터 - 마이클 그리핀 역
- 데이비드 매킬레이스 - 윌리엄 라이즈너 박사 역
- 윌리엄 맥도널드 - 개빈 비숍 대령 역
- 세라 디킨스 - 리사 마티네즈 형사 역
- 제시카 하먼 - 헤더 돌턴 역
- 소니아 설로마 - 트로피 와이프 역
- 테리 앤 웰리키 - 진주 소녀 역
- 존 쇼 - 데빈 빌리어스 박사 역
- 콜린 로런스 - 롤린스 대위 역
- 자라 테일러 - 애슐리 역
- 놀런 제라드 펑크 - 조시 역
- 딘 레드먼 - 경호 경찰 역
- 이 지 초 - 실험실 기사 역
- 마이클 콥사 - 주유소 사내 역
- 체일라 호스돌 - 맹인 비서 역
- 케빈 베이컨 - 서배스천 케인 박사 역 (예전 촬영분, 크레디트 미기재)
- 마이크 도푸드 - 체슬리 경관 역

## 기타 제작진
- 공동 제작: 비키 서더런, 그레그 맬컴
- 배역: 숀 코시, 어맨다 하딩, 어맨다 코블린
- 미술: 브렌턴 해런
- 특수 효과: 벤 그로스먼